# Oskar Seibt
Oskar Raimund Seibt (* 29. August 1880 in Maffersdorf; † 15. Dezember 1947 in Dresden) war ein sudetendeutscher Dirigent und Komponist.

## Leben
Seibt war der Sohn des Kaufmanns Emanuel Seibt und dessen Ehefrau Marie, geborene Möldner.
Nach dem Schulbesuch nahm Seibt privaten Musikunterricht, anschließend besuchte er das Konservatorium in Leipzig. 1896 übernahm er eine Stelle als Dirigent in Brünn, später wirkte er als solcher in Olmütz und Wien, bis er von 1914 bis 1918 am Ersten Weltkrieg teilnahm. In der neu gegründeten Tschechoslowakei ließ er sich in der Stadt Gablonz nieder. Hier entstand 1922 sein bedeutendstes Werk, das Isergebirglers Heimatlied, kurz: Isergebirgslied. 1924 wurde Seibt erster Chormeister im Deutschen Sängerbund. 1929 komponierte er die Operette in drei Akten Der Ozeanflieger, die in Gablonz uraufgeführt wurde.
Nach der Vertreibung aus dem Sudetenland 1945 ließ er sich in der sächsischen Landeshauptstadt Dresden nieder. Hier starb er zwei Jahre später im Alter von 67 Jahren. Er war seit 1925 mit Valerie Marie, geborene Herwegh, verheiratet.